# John Verpoorten
John Verpoorten, né le 15 mai 1940 et mort le 15 décembre 1977, était un artiste américain qui a surtout travaillé comme encreur chez Marvel Comics.

## Biographie
John Verpoorten naît le 15 mai 1940. Après des études en art, il travaille dans le studio de Tom Gill pendant 4 ans. En 1967, il est engagé par Marvel comme encreur. Il n'est pas attaché à une série particulière, mais encre souvent les planches de Jack Kirby. Lorsque ce dernier revient chez Marvel dans les années 1970, John Verpoorten encre de nouveau ses dessins. Par ailleurs, il dessine aussi des histoires publiées dans Not Brand Echh et Chili. Dans le même temps, il travaille au département de la production, chargé de coordonner le travail des personnes qui travaillent sur un même comics. Il est aussi amené à dessiner des épisodes complets lorsque le dessinateur attitré ne peut assurer la livraison.